# X Factor (Казахстан)
X Factor Казахстан — телевизионный проект, ориентированный на поиск талантливых певцов и певиц со всего Казахстана. Право на проведение данного проекта в Казахстане получил «Первый канал Евразия». Первый сезон стартовал 2 октября 2011. В конкурсе принимали участие жители из 12 городов: Усть-Каменогорск, Павлодар, Петропавловск, Кокшетау, Астана, Караганда, Актобе, Атырау, Уральск, Тараз, Шымкент, Алматы и Костанай.

## Формат

### Отборочные туры
Отборочный тур 9 сезона проекта X-Factor Казахстан состоялся летом 2022 года. В августе прошли съёмки отборочных туров. С октября 2022 года  9 сезон популярного шоу вновь в эфире телеканала Евразия, каждую субботу в 19.00 телезрители могут следить за событиями отборочных туров. А с 7 января 2023 года, телезрители смогут влиять на судьбу участников проекта путем голосования.
Команда телеканала Евразия и теле-проекта X-Factor Казахстан посетили 12 городов Казахстана. Они прослушали более 12 тысяч человек, среди них были люди различных возрастов. 2 октября автобус с членами жюри и съемочной группой выехали на поиски ещё не раскрытых талантов. Кастинги проходили в следующих городах:
- 3 октября — г. Усть-Каменогорск.
- 5 октября — г. Павлодар.
- 6 октября — г. Петропавловск.
- 7 октября — г. Кокшетау.
- 10 октября — г. Астана.
- 11 октября — г. Караганда.
- 14 октября — г. Актобе.
- 17 октября — г. Атырау.
- 19 октября — г. Уральск.
- 23 октября — г. Тараз.
- 24 октября — г. Шымкент.
- 26 октября — г. Алматы.

### Второй тур
Более 12 тысяч человек из 12 городов Казахстана попробовали свои силы в проекте. Жюри оценивало не только вокальные данные претендентов, но также артистизм, умение двигаться на сцене, личное обаяние. Всего во второй тур, по итогам решения судей, прошло 120 человек.
На втором этапе участникам предстояло выучить песню за одну ночь и спеть её а капелла. На сцену выходило сразу несколько человек и они по очереди исполняли одну и ту же песню. На каждого отводилось не более минуты.
После оглашения результатов в проекте остались лишь 9 человек. Для многих остальных людей этот этап был последний.

## Ведущие
| Адиль Лиян        |
| Арнур Истыбаев    |
| Данияр Джумадилов |

## Наставники
| Наставник            | Сезоны | Сезоны | Сезоны | Сезоны | Сезоны | Сезоны | Сезоны | Сезоны | Сезоны | Сезоны |
| Наставник            | 1      | 2      | 3      | 4      | 5      | 6      | 7      | 8      | 9      | 10     |
| -------------------- | ------ | ------ | ------ | ------ | ------ | ------ | ------ | ------ | ------ | ------ |
| Александр Шевченко   |        |        |        |        |        |        |        |        |        |        |
| Султана Каражигитова |        |        |        |        |        |        |        |        |        |        |
| Нагима Ескалиева     |        |        |        |        |        |        |        |        |        |        |
| Исмаил Игильманов    |        |        |        |        |        |        |        |        |        |        |
| Ерлан Кокеев         |        |        |        |        |        |        |        |        |        |        |
| Дильназ Ахмадиева    |        |        |        |        |        |        |        |        |        |        |
| Нурберген Махамбетов |        |        |        |        |        |        |        |        |        |        |
| Ева Бехер            |        |        |        |        |        |        |        |        |        |        |
| Анатолий Цой         |        |        |        |        |        |        |        |        |        |        |

Состав наставников первого сезона  состоял из троих знаменитостей:
- Александр Шевченко — советский и российский эстрадный певец, продюсер, музыкант, композитор.
- Нагима Ескалиева — советская и казахстанская эстрадная певица, киноактриса и телеведущая. Профессор кафедры эстрадный вокал КАЗНАИ. Народная артистка Казахстана (1999).
- Султана Каражигитова — казахстанский музыкальный продюсер.

В втором сезоне состав наставников изменился. Султана Каражигитова покинула проект, а новым наставником стал:
- Исмаил Игильманов – казахстанский актер.

В третьем сезоне состав наставников вновь подвергся изменениям. Султана Каражигитова покинула проект, а новым наставником стал:
- Ерлан Кокеев — казахстанский  певец, музыкант, шоумен. Лауреат международных конкурсов, лауреат премии Союза молодежи Казахстана, Заслуженный артист Казахстана.

В четвертом сезоне состав наставников вновь подвергся изменениям. Ерлан Кокеев покинул проект, а новым наставником стала:
- Дильназ Ахмадиева – казахстанская певица и актриса уйгурского происхождения. Заслуженный деятель Казахстана (2013).

В пятом сезоне состав наставников вновь подвергся изменениям. Дильназ Ахмадиева покинула проект, а новым наставником стал:
- Нурберген Махамбетов – казахстанский музыкальный продюсер и радиоведущий. Основатель радиостанции Shahar, позднее Energy FM.

В шестом сезоне состав наставников вновь подвергся изменениям. Александр Шевченко покинул проект, а новым наставником стала:
- Ева Бехер – казахстанская певица, продюсер, автор песен.

В седьмом сезоне Нурберген Махамбетов и Нагима Ескалиева остались в проекте. Еву Бехер заменила, вернувшаяся в проект после пропуска двух сезонов, Дильназ Ахмадиева.
В восьмом сезоне состав наставников вновь изменился. В проекте остались Нурберген Махамбетов и Нагима Ескалиева, а место Дильназ Ахмадиева занял новый наставник:
- Анатолий Цой – российский и казахстанский певец, актёр и телеведущий корейского происхождения, наиболее известный как бывший участник Российского бой-бэнда «MBAND». Победитель 1 сезона шоу «Маска» (2020) на НТВ. В 2011 году в составе группы «National» вместе с Талгатом Кенжебулатовым участвовал в первом сезоне шоу «X Factor», заняли пятое место.

В девятом и десятом сезонах  Нагима Ескалиева покинула проект. В проект вернулись Ева Бехер и Дильназ Ахмадиева.

## Сезоны
На данный момент выпущено 10 сезона телешоу.
| Команда Шевченко Команда Каражигитовой Команда Ескалиевой Команда Игильманова | Команда Кокеева Команда Ахмадиевой Команда Махамбетова Команда Бехер | Команда Цоя |

| Сезон | Премьера         | Финал           | Победитель         | 2 место             | 3 место             | Победивший наставник | Ведущий           | Наставники        | Наставники           | Наставники           |
| Сезон | Премьера         | Финал           | Победитель         | 2 место             | 3 место             | Победивший наставник | Ведущий           | 1                 | 2                    | 3                    |
| ----- | ---------------- | --------------- | ------------------ | ------------------- | ------------------- | -------------------- | ----------------- | ----------------- | -------------------- | -------------------- |
| 1     | 23 января 2011   | 23 мая 2011     | Дария Габдулл      | Группа "Спасибо"    | Асель Карсыбаева    | Александр Шевченко   | Адиль Лиян        | Нагима Ескалиева  | Александр Шевченко   | Султана Каражигитова |
| 2     | 14 января 2012   | 19 мая 2012     | Андрей Тихонов     | Группа "Mezzo”      | Санда               | Нагима Ескалиева     | Арнур Истибаев    | Нагима Ескалиева  | Александр Шевченко   | Исмаил Игильманов    |
| 3     | 12 января 2013   | 18 мая 2013     | Евгения Барышева   | Арман Камердинов    | Байбулат Сандыбеков | Александр Шевченко   | Арнур Истибаев    | Нагима Ескалиева  | Александр Шевченко   | Ерлан Кокеев         |
| 4     | 14 сентября 2013 | 7 декабря 2013  | Кайрат Капанов     | Александра Самарина | Татьяна Ким         | Нагима Ескалиева     | Арнур Истибаев    | Нагима Ескалиева  | Александр Шевченко   | Дильназ Ахмадиева    |
| 5     | 6 сентября 2014  | 13 декабря 2014 | Евгений Выблов     | Группа "Z"          | Оксана Устина       | Нагима Ескалиева     | Арнур Истибаев    | Нагима Ескалиева  | Александр Шевченко   | Нурберген Махамбетов |
| 6     | 5 сентября 2015  | 26 декабря 2015 | Астана Каргабай    | Ару Ауэзова         | Владимир Новиков    | Нурберген Махамбетов | Арнур Истибаев    | Нагима Ескалиева  | Нурберген Махамбетов | Ева Бехер            |
| 7     | 1 сентября 2018  | 30 декабря 2018 | Дильнура Биржанова | Группа "In Coro"    | Еламан Аяганов      | Дильназ Ахмадиева    | Данияр Джумадилов | Нагима Ескалиева  | Нурберген Махамбетов | Дильназ Ахмадиева    |
| 8     | 24 октября 2020  | 20 февраля 2021 | Дуэт "Bro"         | Асыл Жомартов       | Рустем Эльяс        | Анатолий Цой         | Данияр Джумадилов | Нагима Ескалиева  | Нурберген Махамбетов | Анатолий Цой         |
| 9     | 29 октября 2022  | 18 февраля 2023 | Мирас Ерболов      | Андрей Сергеев      | Мерхат Канапьянов   | Нурберген Махамбетов | Арнур Истибаев    | Дильназ Ахмадиева | Нурберген Махамбетов | Ева Бехер            |
| 10    | 28 октября 2023  | 10 февраля 2024 | Улпан Жумабек      | Дуэт "MD"           | Гулистан Ахмерова   | Дильназ Ахмадиева    | Арнур Истибаев    | Дильназ Ахмадиева | Нурберген Махамбетов | Ева Бехер            |